# フェージング

建物などによる反射によってフェージングは起きる

フェージング（英語: Fading）とは、無線局の移動や時間経過により、無線局での電波の受信レベルが変動する現象である。「衰調」（すいちょう）とも。
例えば、携帯電話では、中継局との位置関係により、中継局から発射される電波が干渉し受信レベルが変動する。最悪の場合には、通話が途切れる恐れもある。

## 種類
フェージングには以下のような種類がある。

### 干渉性フェージング
電波が送信点から受信点に届く経路が複数ある場合に生じる。それぞれの伝播経路の長さが違うことで受信点においてそれぞれの位相がずれ、強めあったり弱めあったりすることが原因である。周波数が高いほど、また移動局の移動速度が速いほどフェージングの変動が速くなる。

### 偏波性フェージング
電波が送信点から受信点に届く間に、時間とともに偏波面が変化する場合に生じる。電離層に電波が反射するときなどにこの作用を受けることがある。

### 跳躍性フェージング
電離層で反射した電波を受信している時に生じることがある。電離層の電子密度の変化により、電波が電離層で反射されたり電離層を突き抜けたりすることがある。受信点が送信点から跳躍距離付近にある場合にこの現象を受けやすい。

### 吸収性フェージング
電離層で反射した電波を受信している時に生じることがある。たとえば、F層で反射した電波を受信する際、送信点から発射された電波はD層およびE層を突き抜けてF層で反射し、再びE層およびD層を突き抜けて受信点に到達する。電波がD層およびE層を突き抜ける際に減衰を受ける。D層またはF層の電子密度が時間とともに変化すると、この減衰量も変化する。これにより、受信点に到達する電波の強さも時間とともに変化する。

### 選択性フェージング
無線通信に使用する電波は、変調されることにより広がり、周波数帯幅を持つ。明瞭に受信するためには、広がった周波数帯幅の電波すべてを受信できるのが望ましい。伝播経路上に、時間とともに周波数特性が変化する物体がある場合、伝送に必要な周波数帯幅の中で、減衰を受ける周波数帯や減衰量が時間ともに変化する。この作用を受けると、受信点では歪んだ信号を受け取ることになり、明瞭な受信ができなくなる。高速デジタル伝送の場合影響を受けやすい。

### K形フェージング
大気屈折率の分布状態が変化して地球の等価半径係数が変化するため、直接波と大地反射波との干渉状態や大地による回折状態が変化して生じる。なお、地球半径に等価半径係数をかけたものを等価地球半径といい、伝搬路を直線とみなして扱うことができる。また、日本の標準伝搬状態では等価半径係数は4/3になる。

### シンチレーションフェージング
大気層の揺らぎなどにより部分的に屈折率が変化し、電波の一部が散乱して直接波と干渉するため受信電界強度が比較的短い周期で小幅に変動する。

### ダクト形フェージング
大気層の高さによる湿度の急変や温度の逆転層があるとき、ラジオダクトが発生し受信電界強度が不規則に変動する。